# Montcuq
Montcuq foi uma antiga comuna francesa na região administrativa de Occitânia, no departamento de Lot. Estendia-se por uma área de 32,22 km², com 1 310 habitantes, segundo os censos de 2005, com uma densidade de 39 hab/km².
Em 1 de janeiro de 2016, ela foi incorporada ao território da nova comuna de Montcuq-en-Quercy-Blanc.